# Balgowlah Heights, New South Wales
Balgowlah Heights este o suburbie în Sydney, Australia.